# Xapuri

Xapuri est une ville brésilienne de l'État de l'Acre. Elle se situe à l'embouchure du río Acre, par une latitude de 10° 39′ 07″ sud et par une longitude de 68° 30′ 14″ ouest, à une altitude de 150 mètres. Sa population était estimée à 13 893 habitants en 2006. La municipalité s'étend sur 5 251 km2.

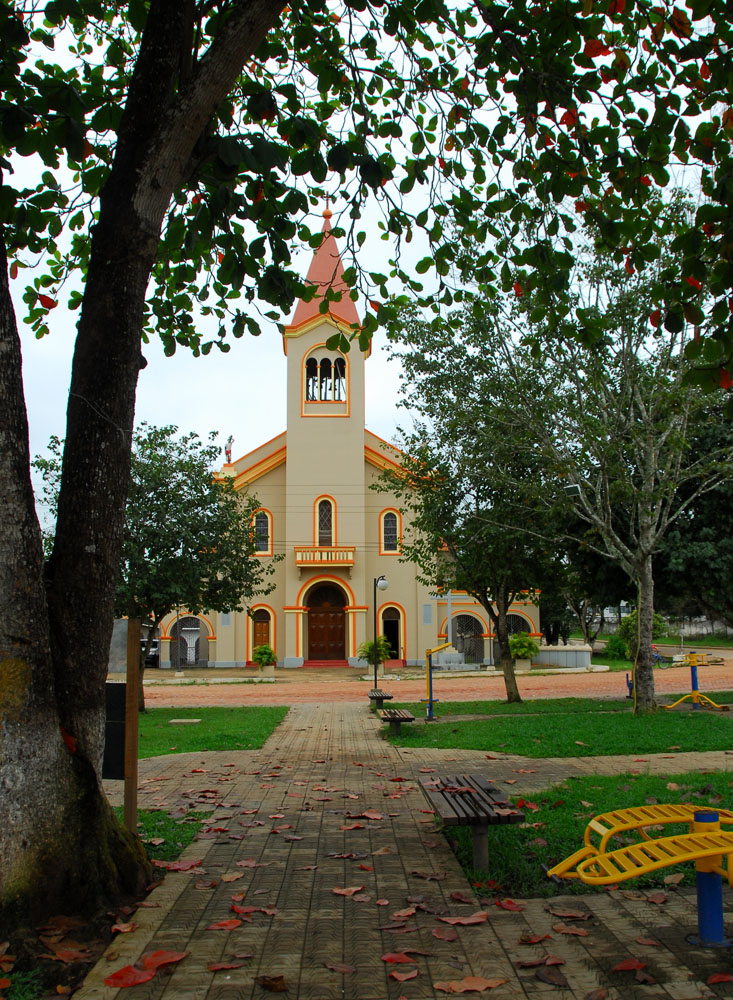
Église Saint-Sébastien

## Maires
| Période | Période | Identité                                          | Étiquette | Qualité |
| ------- | ------- | ------------------------------------------------- | --------- | ------- |
| 2009    | 2012    | Francisco Ubiracy Machado de Vasconcelos « Bira » | PT        |         |

## Villes voisines
Xapuri est voisine des municipalités (municípios) suivantes :
- Epitaciolândia ;
- Brasiléia ;
- Sena Madureira ;
- Rio Branco ;
- Capixaba.

La ville est également limitrophe de la Bolivie.